# Livstid (roman)
Livstid är en deckare av Liza Marklund från 2007.

## Handling
Annika Bengtzon misstänks för mordbrand i sitt eget hus.
När David Lindholm, Sveriges mest kända polis, hittas skjuten i sängen identifierar hon sig snabbt med hans unga hustru Julia.
Julia hotas av livstids fängelse för mord, både på sin man och sin försvunna fyraårige son Alexander.
Men Julia nekar. Det var inte hon. Det var en annan kvinna som sköt hennes man och kidnappade hennes son.
Medan tillvaron rasar samman omkring Annika gräver hon sig allt djupare ner i den mördade polisens våldsamma förflutna. Till slut återstår två grundläggande frågor. Om Julia ljuger: Var har hon gömt Alexander? Om hon talar sanning: Vem håller honom fången?
Livstid är en thriller om människans längtan efter det eviga: kärleken, makten, meningsfullheten - och barnen.
Den är en direkt fortsättning på Nobels testamente.